# Освіта Хорольщини

## Історія освіти Хорольщини

### Освіта козацькі часи
Історія освіти Хорольщини починається в XVI-XVII ст. За Компутом, 1723 року в Хоролі при Воскресенській церкві була школа, в ній дяк Афанасій Пукаленко, а при Свято-Пречистенській церкві викладав дяк Антон Іваненко, у с. Вергуни при Хресторіздвяній церкві викладав дяк Данило Додон, у с. Шишаки при Свято-Пречистенській церкві була школа, а в ній дяк Василь Василенко, у с. Стара Аврамівка при Свято-Георгіївській церкві також діяла школа, в ній дяк Петро Спиця, у селі Ковалі при Свято-Михайлівській церкві у школі навчав дітей дяк Остап Клепаченко, при Троїцькій церкві с. Вишняки у школі викладав дяк Іван Григоренко. За матеріалами ревізії Хорольської сотні Миргородського полку від 27 липня 1738 року, в Хоролі, як сотенному містечку, було чотири школи.
У 1760—1762 роках лубенський полковник І. Кулябко наказав сотенним правлінням усіх дітей, козацьких синів, здібних до науки, посилати в парафіяльні школи, а «нездібних і у літах перерослих» навчати військових справ. Ініціативу Кулябки схвалив гетьман Кирило Розумовський, і у 1765 році генеральна військова канцелярія розіслала аналогічні розпорядження до всіх полків. Саме в цей час активно відкриваються парафіяльні школи у Хорольському краї, бо населені пункти Хорольщини відносилися відповідно до Миргородського та Лубенського полків.

### Розвиток освіти в XIX ст.— на поч. ХХ ст.
На кінець XVIII століття парафіяльні школи припинили своє існування, оскільки не були передбачені церковними штатами.
Після 1803 року знову почали відкриватися парафіяльні школи згідно з правилами Міністерства народної освіти.
Активну участь у відкритті сільських парафіяльних шкіл взяли місцеві прогресивні діячі: П. В. Капніст у Трубайцях (1800 р.), М. А. Цертелєв у с. Андріївці (1838), І. В. Капніст у с. Бригадирівці (1842) та інші.
У Хоролі у 1813 році засноване перше на Хорольщині приватне однокласне повітове чоловіче училище. Ще через 20 років у Хоролі відкрили приходське чоловіче училище. Існували на початку XIX ст. приходські училища у с. Новоаврамівці і Шишаках.
Систематично в Хоролі проводилися педагогічні з'їзди для вчителів народних училищ Хорольського повіту.
На 1 січня 1876 в Хоролі і повіті існувало 33 початкові народні училища, в тому числі церковно-парафіяльні школи. З них 6 училищ у місті та повіті. Серед них: міське приходське училище утримувалося за рахунок міста, приватне училище, утримуване дочкою купця Олександрою Шеліховою, міське Покровське училище утримувалося за рахунок церковного попечительства з допомогою від земства, приватне училище, утримуване дворянкою Марією Маньківською, приватне училище дворянки Єлизавети Федяєвої, церковно-парафіяльна школа утримувалася псаломником Хорольської Соборно-Успенської церкви Омеляном Діонісьєвим. Три інші училища, у яких розпочиналися заняття, до кінця року закрилися. Власниці двох виїхали з Хорола, третя утриманка померла.
У 1876 році постановою Хорольського земського зібрання відкрито трикласну жіночу прогімназію з четвертим підготовчим класом.
На 1900 р. навчанням було охоплено лише половину учнів тодішнього Хорольського повіту, а саме із 12216 дітей шкільного віку відвідували школи лише 5958 дітей.
Існували на Хорольщині, різні навчальні майстерні для здобуття професії, які відіграли важливу роль у справі професійної освіти. У 1897 році відкриті повітовим земством Хорольська слюсарно-ковальська навчальна майстерня і Софинська навчальна столярно-колісна майстерня. У 1912 році ним же відкрита Покровськобагачанська навчальна ткацька майстерня, а 1915 року — Хорольська рукодільна майстерня. Місцевими сільськогосподарськими товариствами відкриті: 1911 року у с. Вергуни — навчальна шевська майстерня, 1913 року — Новоіванівська навчальна ткацька майстерня, 1915 року — Кузубо-Єлизаветівська ковальсько-слюсарна майстерня, кушнірська навчальна майстерня у с. Вергуни, шевська майстерня у с. Трубайцях.
Типовими приміщеннями для сільських шкіл були великі глинобитні сільські хати, вкриті очеретом або соломою. Саме такі будівлі були у селах Бутівці, Штомпелівка та інших.
1908 року в Хоролі відкрили дворічні учительські курси, які в 1921 році були реорганізовані в педшколу, а в 1922 році — в педкурси. Цього ж року дозволялося відкрити в Хоролі реальне училище.
У 1910 році міська влада збудувала двоповерхове приміщення, у якому з 1916 року була влаштована приватна гімназія Гладуна, в якій навчалося до 200 учнів.
1913 року асигнування на освіту складали 298,7 тисяч крб. Місто мало чотирикласну школу — одну, земські двокласні — чотири, а у повіті однокласних шкіл — 128, церковно-парафіяльних — 53, шкіл грамоти — 1. Всього — 187 шкіл. Учнів — 10 987. Одна школа приходилася на 1028 душ населення, друге місце після Лубен в губернії. Із 100 дітей навчалися — 64. Число шкільних і народних бібліотек — 123, перше місце в губернії.

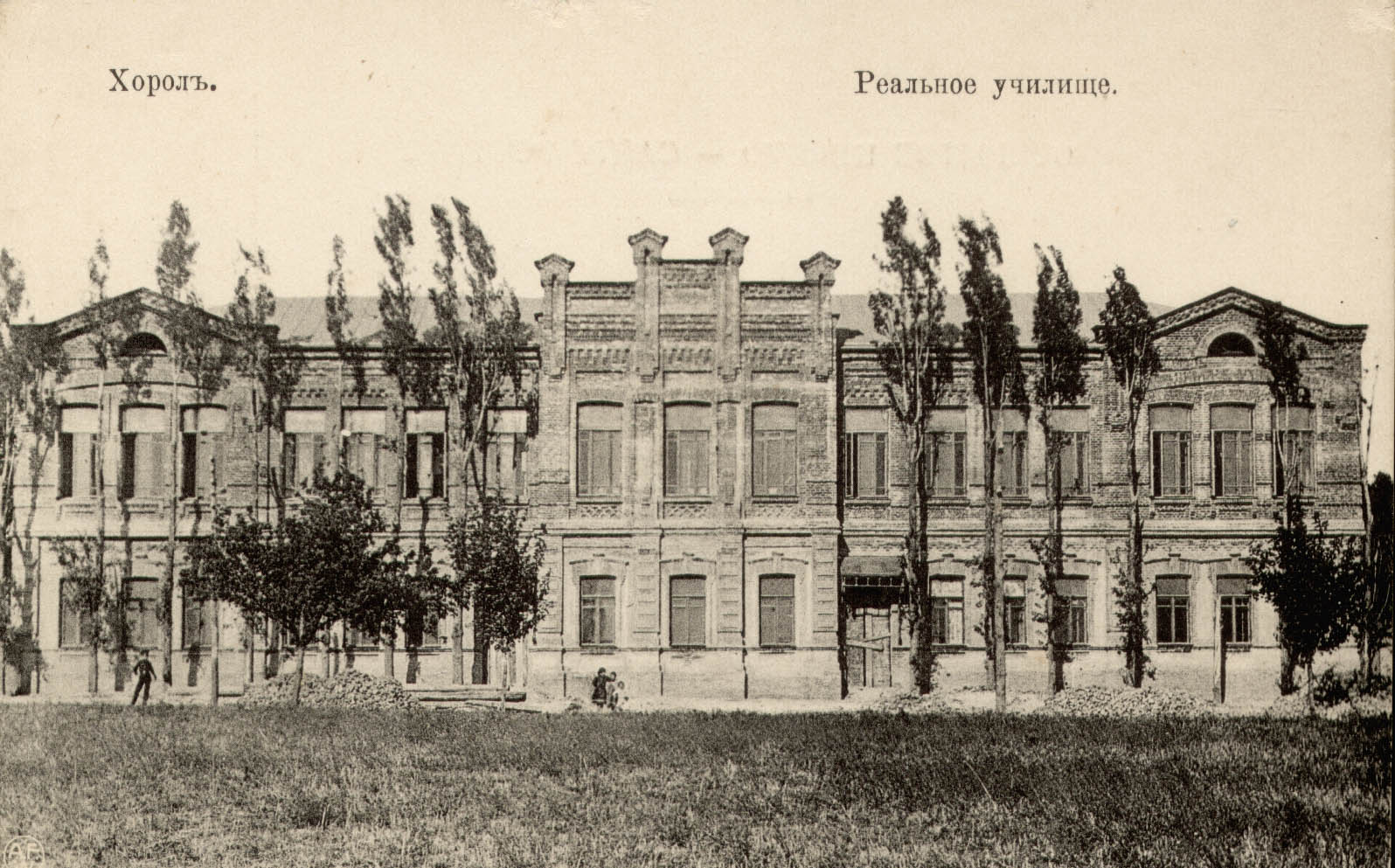
Приміщення Хорольського реального училища (1913)

На 1914 рік у Хоролі були такі училища: Хорольське реальне училище, восьмикласна жіноча гімназія, вище початкове чоловіче училище імені імператора Олександра І Благословенного, перше міське приходське училище, друге міське приходське училище, міське початкове жіноче училище, церковно-парафіяльна жіноча школа при Миколаївській церкві. Діяла училищна рада і повітове відділення єпархіальної училищної ради.
Станом на січень 1917 року розвиток освіти в місті та повіті був таким:
1. Нижчих початкових шкіл: трьохкласних — 3, двокласних — 6, однокласних — 133. Число комплектів у них: у місті — 11, у селі — 253. Всього — 264.
2. Церковно-парафіяльних шкіл: у місті — 4, у селах — 52. У школах було учнів всього 14293, в тому числі: а) у нижчих початкових школах — 11 388 (відсоток дівчат — 31,6); б) у школах церковно-парафіяльних — 2905 (відсоток дівчат — 52,2). Відсоток дівчат у всіх школах — 35,8.
На 100 дітей шкільного віку залишилось поза школою — 34,7. На одну школу припадало учнів у всьому повіті 72,2. Число вчителів — 278, на 100 вчителів було 27 чоловіків і 73 жінки. На 100 нижчих початкових шкіл було приміщень власних — 85,2 %, найманих — 14,8 %.
Число вчителів: у місті — 8 (з неповним освітнім цензом — 2), у селах також 8 (з неповним освітнім цензом — 8). Були в місті одні педагогічні курси — 30 слухачів. Грамотність загальна — 24,6 %, у жінок — 9,6 %, у чоловіків — 39 %.

### Розвиток освіти в Радянські часи
5 квітня 1919 року Хорольський повітвиконком ухвалив рішення щодо охоплення всіх дітей шкільного віку навчанням.
Створювалися різного роду освітні курси, дошкільні виховні заклади, дитячі майданчики і ясла. У Хоролі було відкрито дитячий клуб «Будинок майбутніх громадян».
У 1919 році припинили своє існування Хорольське реальне училище, а у 1920 Хорольська жіноча гімназія та інші заклади освіти. По селах всі народні училища, земські школи та гімназії на початку 20-х років були реорганізовані в початкові та семирічні школи. З жовтня 1920 року створено трудові семирічні школи № 1 та № 2 в місті Хоролі в гарних приміщеннях та з непоганою навчально-матеріальною базою. Діяло Хорольське ремісниче училище.
1919 року в Хоролі у поміщицькому маєтку був створений Дитячий будинок і Дитяче містечко. Діти з патронату навчалися в місцевих початкових та семирічних школах. Відкриті в цей час семирічні школи в Андріївці, Грушиному, Новоаврамівці, Покровській Багачці, Староаврамівці, Шишаках.
На селах під школи часто надавали приміщення панських будинків, зокрема у Хвощівці, Орликівщині.
З 1932 року опорною школою в районі була перша школа, яка одержала назву зразкової.
Із середини 30-х років в районі діяло 7 середніх шкіл, з них три у Хоролі: перша (1935); друга (1933), четверта (1937), а також Покровськобагачанська, Новоаврамівська, Шишаківська, а з 1939 року Андріївська.
Жертвами сталінських репресій стали 11 вчителів Хорольського району.
Напередодні війни в середніх школах навчалося близько 3123 дітей, 18 неповних середніх шкіл — у них 3864 учні, 34 початкових школи — у них 5013 дітей. Разом 12 тисяч школярів.
У Хоролі була школа медичних сестер, технікум механізації сільського господарства, учкомбінат, що готував для народного господарства трактористів, комбайнерів, водіїв.
У роки війни приміщення шкіл міста відразу були зайняті під різні військові об'єкти. З липня 1941 року учні та вчителі брали участь у зборі врожаю. Понад 300 педагогів та 4150 учнів працювали в колгоспах на різних роботах.
Евакуювати школи і шкільне майно не вдалося.
Більшість випускників шкіл та інших навчальних закладів, учителів та викладачів призовного віку були мобілізовані в армію.
У роки окупації вересень (1941—вересень 1943) перша хорольська школа була зайнята німецькими військами, друга і п'ята школи — лазаретом для військовополонених, четверта — комендатурою. Припинили навчання і були зайняті приміщення технікуму механізації сільського господарства, школи ФЗН № 3 та інші об'єкти. Під час окупації майже всі школи району не функціонували, за виключенням кількох спроб у 1942 році навчання дітей німецької мови.
При відступі німці спалили шкільні приміщення, знищували навчальне приладдя і майно. Згідно акту від 22 квітня 1944 року збитки нанесені німецько-фашистськими загарбниками закладам освіти складали 1 млн. 545 тисяч 500 крб.
Із визволенням міста та району розпочалася робота по відновленню навчання у школах та інших навчальних закладах.
10 жовтня 1943 року відбулася конференція вчителів району на якій було вирішено відкрити три середні школи: в Хоролі, Шишаках і Новоаврамівці.
З 1 жовтня 1944 року розпочалися заняття в Хорольському технікумі механізації сільського господарства, а з початком 1945 року почала діяти школа ФЗН № 3 Наркомату трудових резервів.
Учителі, що навчали дітей у роки війни, були нагороджені медаллю «За доблестный труд в годы Великой Отечественной войны 1941—1945 годы».
Станом на 2 вересня 1946 року 57 шкіл району відкрили свої двері 8585 учням. У місті діяли дві середні (№ 1, № 2) й одна неповна середня школа (№ 3).
У 1957—1961 роках семирічні школи в деяких селах стали восьмирічними: Мусіївська — у 1957; Бригадирівська — у 1958; Грушинська — у 1960 році. З 1957 року середньою стала Трубайцівська семирічна школа. У 1960 році в ряді сіл були відкриті вечірні школи, які з 1963 року стали консультпунктами Хорольської районної заочної школи. Діяв у Хоролі дитячий будинок. Працювала Хорольська вечірня школа робітничої молоді, дитячо-юнацька спортивна школа. Будинок піонерів був відомий на всю республіку технічною творчістю гуртківців.
У середині 50-х років частина вчителів Хорольщини були відзначені орденами і медалями, а Сметанко Ольга Микитівна, Кузьміна Ніна Микитівна та Гапоненко Оксана Матвіївна були нагороджені орденами Леніна.
У першій половині 60-х років на Хорольщині запроваджені табори праці і відпочинку переважно для школярів міста.
Авторитетом і повагою користувалися в с. Покровська Багачка заслужена вчителька Української РСР Мороз Ірина Григорівна та заслужений працівник культури України Книш Марія Дмитрівна.
Учитель Закревський П. І. у с. Трубайці заснував краєзнавчий музей. В приміщенні середньої школи № 2 відкрито краєзнавчий музей, завідував ним Макар Миколайович Хвиль.
Добре в 60-ті роки в районі розвивалася туристсько-краєзнавча робота, команди Хорольського району неодноразово були переможцями обласних змагань. Серед школярів розвивалися види спорту: баскетбол, гандбол, футбол.
У 1965—1991 роках на Хорольщині, почали будувати нові приміщення шкіл, особливо на селі. У всіх школах Хорольщини навчання проводилося виключно українською мовою. Зменшувалася кількість учнів внаслідок зниження природного приросту населення і, як наслідок, відбувався процес закриття малокомплектних, переважно початкових шкіл.
Кращим з кращих учителів: Карпу Остаповичу Ходосову, учителю української мови та літератури, та Ірині Григорівни Мороз з Покровської Багачки присвоєне звання «Заслужений учитель Української РСР».
У 1965—1985 роках школам значну допомогу у зміцненні навчально-матеріальної бази подавали промислові підприємства міста та колективні сільськогосподарські підприємства, які крім будівництва нових приміщень, вели добудову існуючих, закуповували технічні засоби навчання, передавали дітям для навчання трактори та автомобілі. По сільських школах на кошти місцевих господарств організовували гаряче харчування школярів та підвіз їх з віддалених населених пунктів до школи і додому. Будувалися будинки для учителів та надавалися квартири їм в багатоквартирних будинках.
У 1974 році в Хорольському районі була 45 загальноосвітніх шкіл, з них 10 середніх, 19 восьмирічних, 16 початкових, у яких навчалося понад 6 тисяч учнів. В школах працювали 508 учителів. Крім трьох середніх шкіл, у місті діяли технікум механізації та електрифікації сільського господарства, СПТУ-45, музична і спортивна школа та будинок піонерів. Навчання юнаків і дівчат сільськогосподарським професіям проводилися і у СПТУ-48 села Софине Хорольського району.
14 серпня 1979 року присвоєно почесне звання «Заслужений учитель Української РСР» Людмилі Григорівні Кучеренко, учительці української мови і літератури Мусіївської восьмирічної школи. У 1982 році удостоєна високого звання «Заслужений учитель Української РСР» Людмила Петрівна Павлухіна, учителька історії Хвощівської восьмирічної школи.
1981 року введено в експлуатацію нове приміщення міської середньої школи № 2 на 1176 учнівських місць. Поступово вона стає опорною школою в районі, а перша поступово втрачає своє становище.
У 1982 році Указом Президії Верховної Ради Української РСР за заслуги у підготовці і вихованні спеціалістів для народного господарства почесне звання «Заслужений учитель Української РСР» присвоєно Івану Петровичу Крутьку — викладачеві Хорольському технікуму механізації і електрифікації сільського господарства. У цьому ж році кращим учителям шкіл за наслідками атестації були присвоєні педагогічні звання «Учитель-методист» та «Старший учитель». «Заслужений працівник профтехосвіти Української РСР» — такого звання удостоєний 1984 року майстер СПТУ-45 Іван Іванович Білогуб.
У 70-х — 80-х роках частина кращих учителів району була відзначена орденами і медалями: Мусієнко Галина Андріївна з Березняківської середньої школи у 1978 році нагороджена орденом Трудового Червоного Прапора; Перепеляк Наталія Федорівна з середньої школи № 2 удостоєна орденом «Знак Пошани», Данилюк Людмила Василівна з Андріївської середньої школи нагороджена орденом «Трудової слави другого ступеню». Кілька учителів нагороджені медалями «За трудову доблесть», «За трудову відзнаку». Медаллю А. С. Макаренка в 1981 році нагороджена Усенко Ніна Федорівна з Мусіївської школи.
Станом на вересень 1985 року у районі діяло 10 середніх, 13 восьмирічних та 16 початкових шкіл. У них навчалися 5177 учнів.
В с. Новоаврамівці вчитель історії Могиленко Ф. О. відкрив одним з перших сільський краєзнавчий музей. Учитель Староаврамівської школи Романенко О. П. створив у селі Староаврамівка історико-краєзнавчий музей. Такий же музей у селі Ялосовецьке створив учитель історії Макуха Василь Іванович.
Наприкінці 80-х років йшов процес реорганізації ряду восьмирічних шкіл району у середні. У 1987 році стала середньою Хільківська школа, а у 1988 році статус середніх було надано Староаврамівській, Петрівській школам. З 1989 року середніми стали Петракіївська, Мусіївська школи.

### Розвиток освіти за Незалежної України
На перше вересня 1993 року в районі було 18 середніх шкіл, 9 неповних середніх шкіл, 8 — початкових. Всього школярів — 5586, з них у місті — 2283 учні.
У 1994 році введено в дію четверту міську середню школу — єдину відкриту за роки незалежності України.
Зросла кількість шкіл, які мають кабінети інформатики і обчислювальної техніки: Трубайцівська, Мусіївська, Покровськобагачанська, перша та друга середні школи міста та інші.
Учні-краєзнавці з Хорольського району неодноразово були переможцями обласних і республіканських змагань з туризму і краєзнавства.
Відбулися зміни щодо статусу шкіл. Зокрема в 1998 році у селі Петракіївці відкрито навчально-виховний комплекс «школа-ліцей», а в 2002 році у місті Хоролі відкрилася міська гімназія.
Учні середньої загальноосвітньої школи І-III ступенів № 1, Хорольської гімназії, Покровсько-Багачанської ЗОШ, Петракіївського НВК та деяких інших є переможцями II етапу і III етапів конкурсу-захисту науково-дослідницьких робіт Малої академії наук.
Брали участь і були переможцями учні шкіл району у III і IV турах Всеукраїнських олімпіад.
З 1995—2002 роки відбулося IX ярмарків педагогічних технологій «Творчі сходини освітян Полтавщини». У них взяли участь 579 педагогів Хорольщини, які представили власні методичні розробки, 43 з яких відзначені дипломами І ступеня і грамотами Полтавського ОІППО, 3-грошовими преміями.
У районі, області та республіці проводяться конкурси «Учитель року» та «Класний керівник року». Вчителі району неодноразово були дипломантами конкурсу на всіх рівнях.
З 1991 по 2002 р. 34 вчителя нагороджені значком «Відмінник освіти України». В 2008 р. звання «Заслужений вчитель України» отримав Козлов В. А., а 2009 р. — Коротич Л. П. 
Реорганізація торкнулася і професійно-технічної освіти: на базі радгоспу-технікуму було створено Хорольський агропромисловий коледж, а на базі СПТУ-45 — Міжрегіональний центр перепідготовки звільнених у запас військовослужбовців.
В 1991—2015 рр. продовжувалася реорганізація навчальних закладів району і закриття малокомплектних шкіл. Станом на 1 вересня 2015 р. в Хорольському районі 24 загальноосвітні навчальні заклади, в яких навчається 2865 учнів (з них закладів І-III ступеня — 15, І-ІІ — 7, І — 2; з них закладів нового типу — 8: гімназій — 2, спеціалізованих шкіл — 2, НВК — 4 (І-III ступеня — 3, І ступеня — 1)); 19 дошкільних навчальних заклади в яких перебуває 852 дитини; позашкільних навчальних закладів — 3 (2 міносвіти — ДЮСШ і ЦДЮТ, 1 мінкульту — Районна дитяча музична школа); 2 заклади професійної освіти.